# 20187 Янапіттісова
20187 Янапіттісова (20187 Janapittichová) — астероїд головного поясу, відкритий 14 січня 1997 року.
Тіссеранів параметр щодо Юпітера — 3,414.